# Гужеры
Гужеры (фр. gougères) — несладкая выпечка из заварного теста с сыром.

## Происхождение
Гужеры родом из Бургундии, где их часто подают при дегустации вин. В архиве бургундского города Осер сохранился документ 1571 года, в котором упоминается заказ на гужеры для угощения на свадебной церемонии. Особой популярностью они пользуются в деревне Флоньи-ла-Шапель (фр.): в мае там проходит традиционный праздник, посвящённый гужерам.

## Приготовление и подача
Для приготовления этого блюда тёртый или нарезанный тонкими ломтиками сыр добавляется в заварное тесто. Обычно используют сыры с достаточно выраженным вкусом, вроде Конте или Грюйера. Возможные добавки: перец, сельдерей, икра.
Могут выпекаться в виде пирога в круглой форме с отверстием посередине (тогда название принимает единственное число — гужер) либо в виде шариков.
В Бургундии гужеры чаще подаются в холодном виде (к примеру, при дегустации вин), а также в тёплом — как закуска. Блюдо часто подают на праздничных мероприятиях.